# Vicent Miguel Carceller

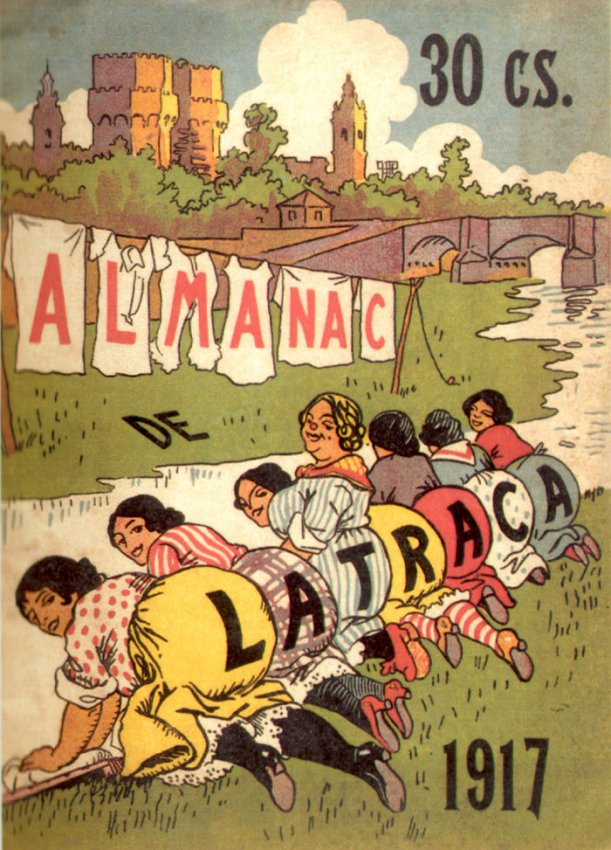
Almanac de La Traca de 1917, publicat per editorial Carceller.

Vicent Miguel Carceller (València, 27 de març de 1890 - Paterna, L'Horta, 28 de juny de 1940) va ser un periodista i escriptor valencià, famós per ser el director de la revista La Traca.

## Biografia
D'ideologia valencianista i anticlerical, va dirigir i col·laborar a les pàgines de la revista La Traca. Tot i que ell afirmava haver començat a col·laborar amb el setmanari el 1909, la primera col·laboració trobada data del número del 23 de desembre de 1911 de La Traca Nova. Políticament s'alineava amb el republicanisme blasquista i valencianista. A més de La Traca, Carceller també va impulsar les revistes El Cuento del Dumenge i Nostre Teatro.

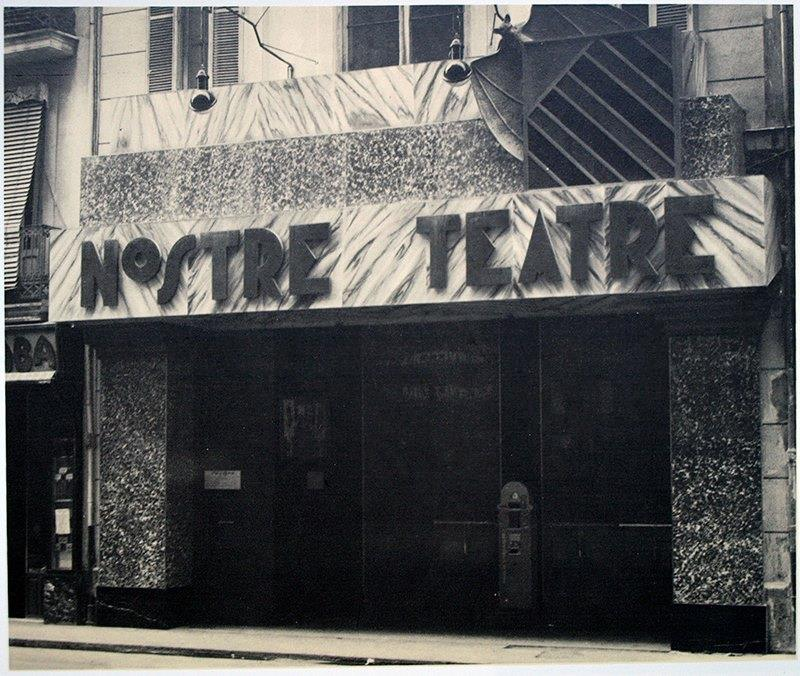
Façana del Nostre Teatre.

 Així mateix, el seu compromís cultural valencianista el portà a fer campanya donant suport a l'Estatut d'Autonomia tant del País Valencià com de Catalunya, i fundar el Nostre Teatre (després conegut com a Teatro Serrano) al Carrer Pi i Margall de València el 1934. Carceller llançaria, des de la seua editorial, la revista Nostre Teatre entre maig i setembre de 1921, on publicaria sainets en valencià per a promocionar el teatre. Va publicar les obres de Blasco Ibáñez en valencià i escriptors com Carles Salvador o Maximilià Thous i Llorens van començar a escriure en La Traca', el segon amb secció fixa.
Va casar-se dos voltes, i va tindre una filla amb la seua segona esposa, amb qui vivia al carrer Correus de la ciutat de València.
Va morir torturat i afusellat en juny de 1940, igual que Carlos Gómez Carrera "Bluff", col·laborador també de la revista. Ambdós foren torturats per les forces franquistes per tal de descobrir la identitat d'un tercer col·laborador de la publicació, que signava com Marqués de Sade o Tramús i que era en realitat Enric Pertegás, director artístic d'El Cuento del Dumenge i col·laborador de Pensat i Fet. La seua identitat mai va ser revelada als franquistes, malgrat que a Carceller, al transcurs de les tortures, fins i tot se l'obligara a menjar-se una còpia de la seua revista.
En 28 de juny de 1940 se'l va afusellar al camp de tir de Paterna. Després d'executar-lo, les autoritats franquistes van enterrar el seu cos a una de les fosses comunes del cementeri de Paterna. En concret, en la fossa 114, coneguda com a «la fossa de la cultura» pel gran número d’artistes, periodistes, pintors o humoristes represaliats que hi ha soterrats.

## Anecdotari
Carceller tenia a la Canyada un xalet amb dos barraques, el Nano del Carrer En Llop, i dos reproduccions fetes de material faller de la Torre de la Llotja de la Seda de València i del Micalet de la Seu. Foren enderrocades en acabar la Guerra Civil espanyola.

## Obres

### En castellà
- La bárbara lujuria de la clerecía
- Jesucristo, sangriento pelele
- Memorias de una monja
- La ridícula Virgen María
- Las mentiras de la Biblia
- Los misterios del Vaticano

### En valencià
- Sermó de Quaresma
- El fulano de la Conxa
- Paca la planchadora
- Quico y Neleta
- Geperut i coixo